# Mianserina

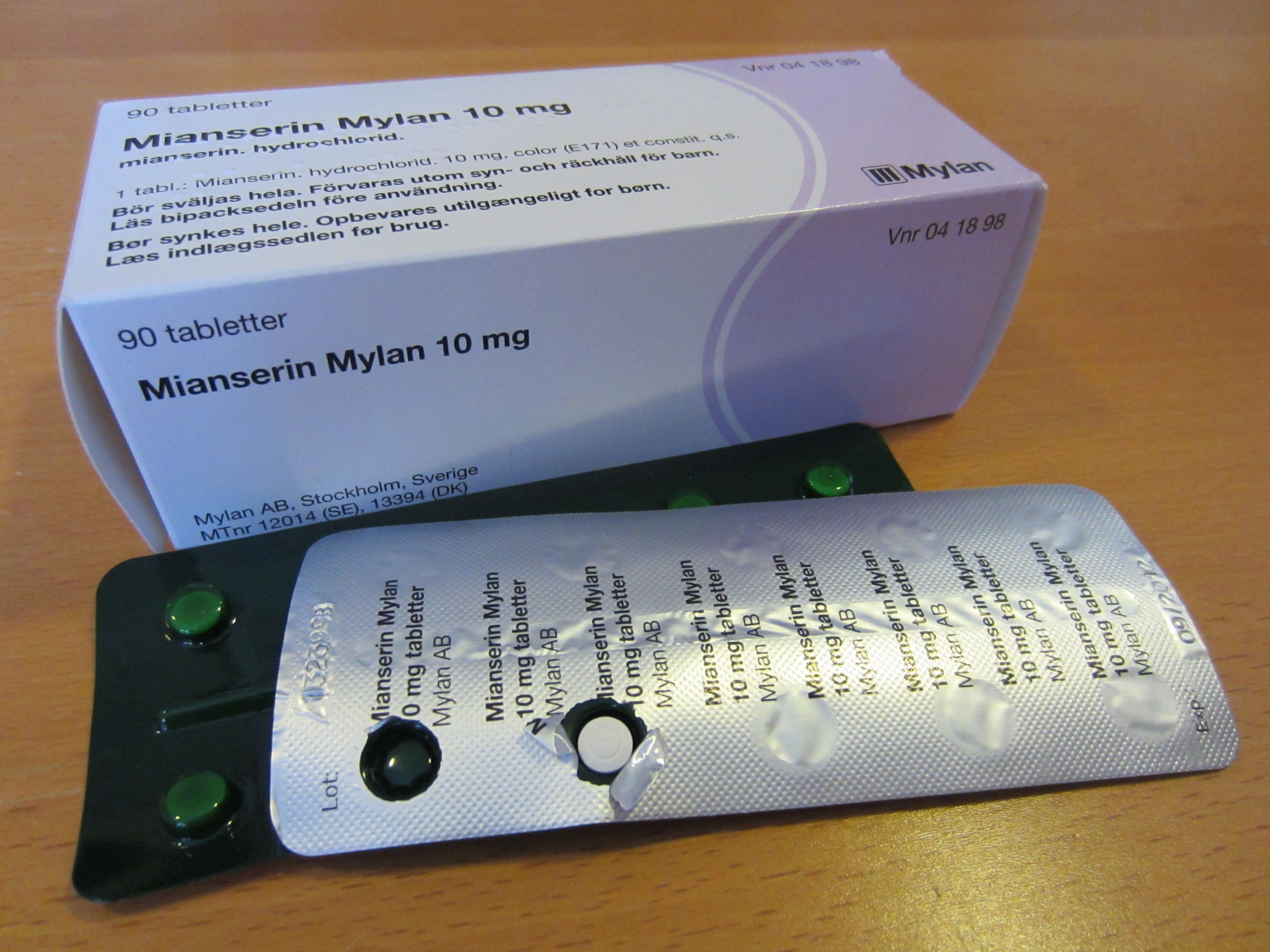
Mianserin

A mianserina é uma droga psicoativa antidepressiva tetracíclica (TeCA) da família terapêutica. É classificada como um noradrenérgico e serotoninérgico específico antidepressivo (NaSSA) e possui efeito antidepressivo, ansiolítico, hipnótico, antiemético, orexígeno e anti-histamínico. Foi anteriormente disponível internacionalmente, no entanto, na maioria dos mercados ele foi descontinuado em favor de seu análogo e sucessor mirtazapina (Remeron).

## Utilizações terapêuticas
Mianserina é usado no tratamento de depressão, tal como é associado com agitação ou ansiedade, e tem uma eficácia semelhante ao fármaco antidepressivo moclobemida.

## Farmacologia
Mianserina é um antagonista/agonista inverso do H1, α1-adrenérgico, e α2-receptor adrenérgico, e também inibe a recaptação de noradrenalina. Como uma elevada afinidade o receptor H1 agonista inverso, mianserin tem fortes efeitos anti-histamínico. Contrariamente, tem afinidade desprezável para os receptores de mACh, e, assim, não tem quaisquer propriedades anticolinérgicas.
Além disso, a mianserina também parece ser um potente antagonista do receptor de octopamina neuronal. Se isto pode ter implicações no humor é atualmente desconhecido, contudo octopamina tem sido implicada na regulação do sono, apetite e da produção de insulina e, por conseguinte, pode teoricamente contribuir para o perfil global de efeitos secundários da mianserina.
O bloqueio do receptor H1 e α1-adrenérgico possui efeitos de sedativos e ansiolíticos, e também o antagonismo de 5-HT2A e o receptor adrenérgico α1 inibe a ativação intracelular de fosfolipase C (PLC), que parece ser alvo comum de várias classes diferentes de antidepressivos. Por antagonizar os receptores adrenérgicos α2 somatodendrítico e pré-sináptico, que funcionam essencialmente como autoreceptores inibidores e heteroreceptores, mianserina desobstrui a libertação de norepinefrina, dopamina, serotonina e acetilcolina em diversas áreas do cérebro e do corpo.

## Efeitos colaterais
Efeitos colaterais comuns da mianserina podem incluir tontura, visão turva, sedação, sonolência, aumento do apetite ou hiperfagia e ganho de peso subseqüente, boca seca, ou xerostomia e constipação, entre outros. Reações adversas potencialmente graves podem incluir a reação alérgica, desmaio ou síncope, convulsões e redução de glóbulos brancos ou agranulocitose.

## Descontinuação
A interrupção abrupta ou rápida da mianserina pode provocar uma retirada, cujos efeitos podem incluir depressão, ansiedade, ataques de pânico, diminuição do apetite ou anorexia, insônia, diarreia, náuseas e vômitos e sintomas semelhantes aos da gripe, tais como alergias ou prurido, entre outros.

## Enantiosseletividade

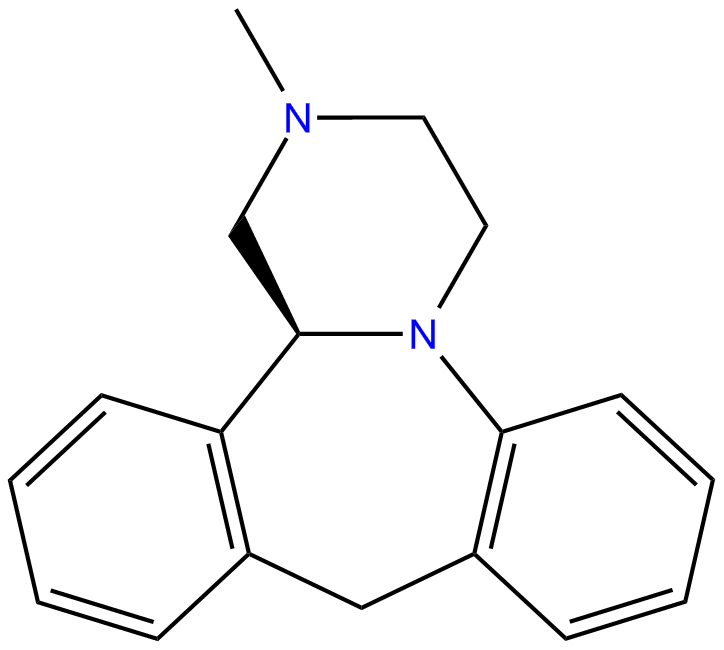
(S)-mianserin

(S)-(+)-Mianserina é de aproximadamente 200-300 vezes mais ativo que o seu antípoda (R)-(–)-mianserina.